# Didier Ratsiraka
Didier Ignace Ratsiraka (Vatomandry, 4 novembre 1936 – Antananarivo, 28 marzo 2021) è stato un politico e militare malgascio.
Fu presidente del Madagascar dal 15 giugno 1975 al 27 marzo 1993 e dal 9 febbraio 1997 al 5 luglio 2002.

## Biografia
Dal 1972 al 1975, Ratsiraka fu ministro degli esteri nel governo filo-sovietico di Gabriel Ramanantsoa. Nel giugno 1975 fu nominato dal Direttorio Militare per governare il paese. Ratsiraka continuò la politica socialista cominciata da Ramanantsoa, avviando una strategia di statalizzazione delle imprese private e una "malgascizzazione" del sistema scolastico, ancora fortemente influenzato dalla cultura francese. Nel 1977 il partito di Ratsiraka, l'Avant-garde de la Révolution Malgache (AREMA), divenne l'unico partito legale; la libertà di stampa nel paese fu fortemente limitata e l'opposizione, in generale, messa a tacere.
La rivoluzione socialista da lui intrapresa generò nel paese una crisi economica pesantissima che lo costrinse ad appellarsi al fondo monetario internazionale nel 1980. Verso la fine degli anni 1980, il regime di Ratsiraka cominciò a vacillare a causa del forte declino economico del Paese e di pressioni interne e internazionali. Ratsiraka cominciò a riformare gradualmente la sua politica in senso liberale, e cambiò il nome del proprio partito (mantenendo l'acronimo) in Andry sy Rihana Enti-Manavotra an'i Madagasikara ("pilastro e struttura della salvezza del Madagascar").
Fu abolita la censura sulla stampa e vennero legalmente riconosciuti diversi partiti dell'opposizione. In questo clima più aperto, il movimento di opposizione Hery Velona, guidato da Albert Zafy, cominciò ad acquisire forza, specialmente nella provincia di Antananarivo. Le proteste portarono anche ad alcuni scontri sanguinosi con le forze dell'ordine, come quello di Iavoloha nel 1991, dove morirono oltre 30 dimostranti. Nel 1991 Ratsiraka accolse le proteste degli oppositori rinunciando alla gran parte dei propri poteri e fondando delle istituzioni ad interim che accompagnarono il paese verso le prime elezioni multipartitiche, nel 1993, in cui Ratsiraka fu sconfitto da Zafy.
Nel 1996 Zafy subì l'impeachment e le elezioni del 1996 riportarono Ratsiraka al potere con il 50,7% dei consensi . In un nuovo impeto autoritaristico, il governo di Ratsiraka varò una modifica della costituzione che aumentava notevolmente i poteri del presidente; la sua popolarità tornò a declinare.
Alle elezioni del 2001 Ratsiraka affrontò Marc Ravalomanana. Il risultato di sostanziale parità uscito dalle urne diede adito ad accuse di brogli elettorali da entrambe le parti. Ne seguì una crisi che alcuni osservatori definirono una vera e propria "guerra civile", con connotazioni etniche: Ravalomanana, appartenente al popolo Merina, aveva l'appoggio della provincia di Antananarivo, e Ratsiraka, di etnia Betsimisaraka, era sostenuto da diverse province della costa. Alla fine Ravalomanana ebbe la meglio; il 5 luglio 2002 Ratsiraka fu costretto all'esilio in Francia. Gli fu permesso rientrare in Madagascar nel 2011.
Muore il 28 marzo 2021 per un'influenza.